# Collegio di Peckham
Peckham è un collegio elettorale inglese situato nella Grande Londra, e rappresentato alla Camera dei Comuni del Parlamento del Regno Unito. Elegge un membro del Parlamento con il sistema first-past-the-post, ossia maggioritario a turno unico. Dopo essere già stato in vigore dal 1885 al 1997, è stato ri-creato con la revisione dei collegi elettorali del 2024; l'attuale parlamentare è Miatta Fahnbulleh del Partito Laburista e Co-Operativo, che rappresenta il collegio dal 2024.

## Estensione
- 1885–1918: i ward di North Peckham e South Peckham.
- 1918–1950: i ward del borgo metropolitano di Camberwell di Clifton, Goldsmith, Nunhead, Rye Lane, St Mary's e The Rye.
- 1950–1974: i ward del borgo metropolitano di Camberwell di Addington, Clifton, Coburg, Goldsmith, Marlborough, North Peckham, St George's, St Giles, St Mary's, The West e Town Hall.
- 1974–1983: i ward del borgo londinese di Southwark di Brunswick, Burgess, Consort, Faraday, Friary, Newington e St Giles.[1]
- 1983–1997: i ward del borgo londinese di Southwark di Barset, Brunswick, Consort, Faraday, Friary, Liddle, Newington e St Giles.
- dal 2024: i ward del borgo londinese di Southwark di Faraday; North Walworth; Nunhead and Queen’s Road; Old Kent Road; Peckham; Rye Lane e St. Giles.[2]

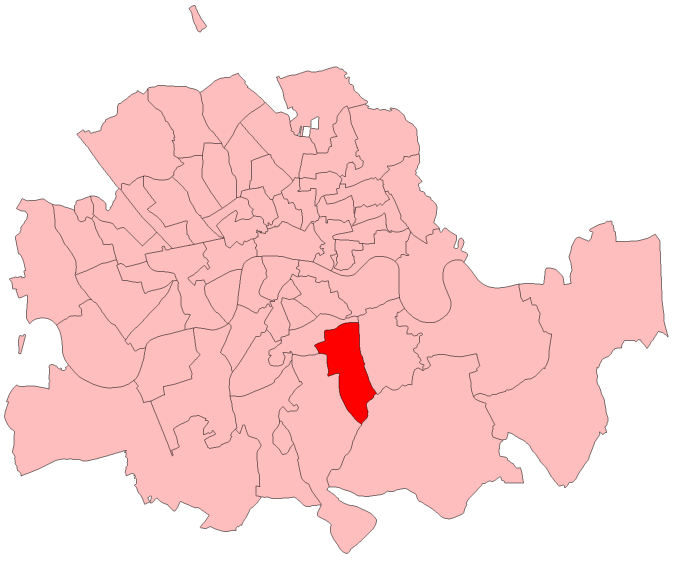
Peckham a Londra, 1885–1918
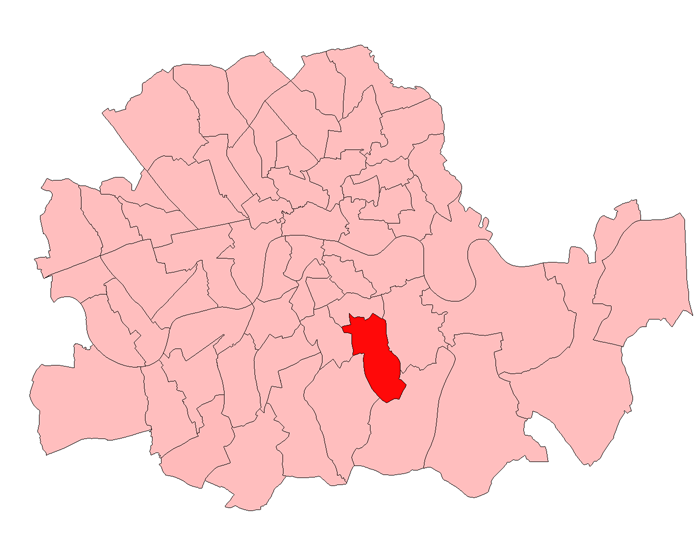
Peckham a Londra, 1918–50
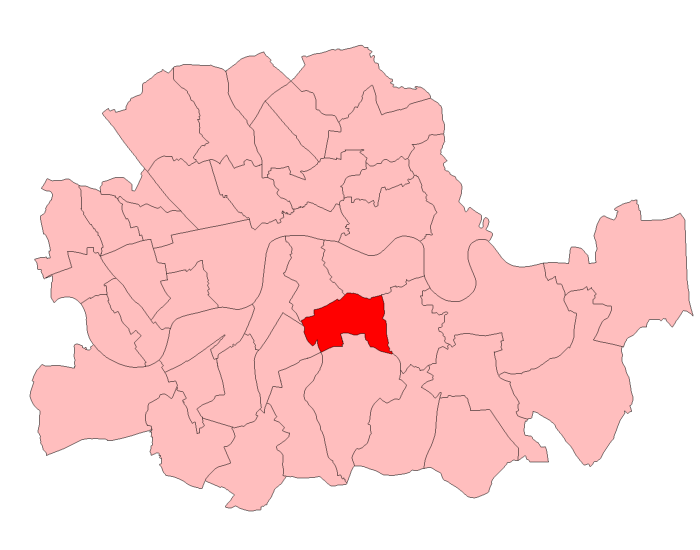
Peckham a Londra, 1950–74
Peckam dal 2010 al 2024

## Membri del Parlamento
| Elezione | Elezione          | Deputato           | Partito           |
| -------- | ----------------- | ------------------ | ----------------- |
|          | 1885              | Arthur A. Baumann  | Conservatore      |
| 1892     | Frederick Banbury |                    | Conservatore      |
|          | 1906              | Charles Clarke     | Liberale          |
|          | 1908 (S)          | Henry Gooch        | Conservatore      |
|          | Dic 1910          | Albion Richardson  | Liberale          |
|          | 1922              | Collingwood Hughes | Conservatore      |
|          | 1924              | Hugh Dalton        | Laburista         |
| 1929     | John Beckett      |                    | Laburista         |
|          | 1931              | David Beatty       | Conservatore      |
|          | 1936 (S)          | Lewis Silkin       | Laburista         |
| 1950     | Freda Corbet      |                    | Laburista         |
| Feb 1974 | Harry Lamborn     |                    | Laburista         |
| 1982 (S) | Harriet Harman    |                    | Laburista         |
|          | 2010              | Collegio abolito   | Collegio abolito  |
|          | 2024              | Collegio ricreato  | Collegio ricreato |
|          | 2024              | Miatta Fahnbulleh  | Laburista Co-Op   |

## Elezioni

### Elezioni negli anni 2020
| Partito                    | Partito                                            | Candidato                  | Risultati 4 luglio 2024 | Risultati 4 luglio 2024 |
| Partito                    | Partito                                            | Candidato                  | Voti                    | %                       |
| -------------------------- | -------------------------------------------------- | -------------------------- | ----------------------- | ----------------------- |
|                            | Laburista Co-Op                                    | Miatta Fahnbulleh          | 22 813                  | 58,80                   |
|                            | Verdi                                              | Claire Sheppard            | 7 585                   | 19,55                   |
|                            | Lib Dem                                            | David Watson               | 2 724                   | 7,02                    |
|                            | Conservatore                                       | Ben Mascall                | 2 275                   | 5,86                    |
|                            | Reform UK                                          | Linda Purcell              | 1 790                   | 4,61                    |
|                            | Indipendente                                       | Jennifer Blake             | 555                     | 1,43                    |
|                            | Rivoluzionario dei Lavoratori                      | Mariatu Kargbo             | 355                     | 0,92                    |
|                            | Rejoin EU                                          | Alex Kerr                  | 285                     | 0,73                    |
|                            | Yoruba                                             | Olusola Oni                | 261                     | 0,67                    |
|                            | Indipendente                                       | Stefan Harvey              | 153                     | 0,39                    |
|                            |                                                    |                            |                         |                         |
| Iscritti                   | Iscritti                                           | Iscritti                   | 72 123                  | 100,00                  |
| ↳ Votanti (% su iscritti)  | ↳ Votanti (% su iscritti)                          | ↳ Votanti (% su iscritti)  | 38 797                  | 53,79                   |
| ↳ Astenuti (% su iscritti) | ↳ Astenuti (% su iscritti)                         | ↳ Astenuti (% su iscritti) | 33 326                  | 46,21                   |
|                            |                                                    |                            |                         |                         |
|                            | Esito: collegio a Laburista Co-Op (nuovo collegio) |                            |                         |                         |